# Usagi Yojimbo
Usagi Yojimbo (兎用心棒 Usagi Yōjinbō) è un fumetto di produzione statunitense, scritto e disegnato dal nippoamericano Stan Sakai.

## Caratteristiche dell'opera
Usagi Yojimbo racconta delle avventure di Miyamoto Usagi, un ronin (un samurai senza padrone), che vagabonda attraverso il Giappone feudale in un viaggio di addestramento.
La particolarità di questo fumetto è il fatto che tutti i personaggi sono animali antropomorfizzati. Lo stesso Usagi (come suggerisce il suo nome) è un coniglio bianco. Nonostante ciò, il fumetto non è una parodia ironica. Le vicende sono narrate con grande precisione storica in modo perfettamente realistico (eccetto qualche licenza artistica dell'autore). Gli animali parlanti di Sakai, vivono, muoiono, amano e combattono proprio come un qualunque essere umano. La quotidianità e l'avventura temperate dall'aspetto caricaturiale dei personaggi sono proprio uno dei punti forti dell'opera di Sakai.
Il filone narrativo della storia di Usagi Yojimbo è liberamente ispirato alla vita di Musashi Miyamoto, il più famoso spadaccino della storia giapponese di cui Usagi è una sorta di alter ego animale.
L'opera, sembra trarre ispirazione anche dai film di Akira Kurosawa (è evidente il richiamo a La sfida del samurai, il cui titolo originale è Yōjinbō) che con i suoi film ha reso uno dei più grandi tributi al genere di cappa e spada giapponese.

## Storia editoriale
Usagi Yojimbo è un fumetto figlio del boom della narrativa indipendente scoppiato negli U.S.A. negli anni 80. Tale fenomeno iniziò nel 1984 a seguito del grande (e inaspettato) successo riscosso dalle Tartarughe Ninja della premiata coppia Kevin Eastman-Peter Laird. Nel biennio '84/'86 numerosi titoli in bianco e nero si riversarono sugli scaffali delle librerie in cerca dello stesso successo: uno di essi era la rivista antologica Albedo della Thoughts and Images, su cui Stan Sakai ebbe l'occasione di pubblicare prima Nilson Grounthumper (di cui Usagi doveva essere solo un comprimario) e successivamente Usagi stesso. Nell'estate del 1986 la moda dei fumetti in bianco e nero iniziò a declinare, ma Usagi Yojimbo rimase uno tra i pochissimi titoli a essere ancora venduti. Da allora, pur cambiando editore, Usagi è sempre rimasto sul mercato.

## Riconoscimenti
Sakai e la sua opera sono stati più volte nominati agli Eisner Awards aggiudicandosene ben 3:
- 1996, Miglior Lettering (Stan Sakai premiato anche per Groo)
- 1996, Talento meritevole di maggior considerazione)
- 1999, Miglior storia a puntate (Grasscutter, Usagi Yojimbo nn.13-22)

## Altri media

### Crossover
Il personaggio di Usagi è comparso varie volte in opere dedicate alle Tartarughe Ninja (nel fumetto e in alcuni episodi delle prime tre serie animate) le quali, a loro volta, sono comparse nella sua serie regolare. Inoltre, nella linea di merchandising delle Tartarughe Ninja è stata commercializzata un'action figure di Usagi.

### Videogiochi
Videogiochi ufficiali su Usagi:
- Samurai Warrior: The Battles of Usagi Yojimbo (1988) per Commodore 64, ZX Spectrum, Amstrad CPC.
- Usagi Yojimbo: Way of the Ronin (2013), remake prodotto da HappyGiant per iOS, Android, PC e Mac.
- Teenage Mutant Ninja Turtles: Shredder's Revenge (2022), Usagi Yojimbo è un personaggio giocabile nel DLC Dimension Shellshock.[2] Disponibile dal 31 agosto 2023 per varie console e PC.[3]

## "Comic-book" statunitense, non manga
Nonostante le origini Giapponesi, l'autore Stan Sakai è statunitense di terza generazione. Quando creò Usagi Yojimbo seguì il filone inaugurato dalla Tartarughe Ninja, ovvero fumetti (statunitensi) in bianco e nero con animali antropomorfi, senza alcun contatto o riferimento con i manga giapponesi, che all'epoca erano poco noti negli Stati Uniti.
Ciononostante, spesso Usagi Yojimbo è erroneamente definito un manga, sebbene nessuna delle principali caratteristiche grafiche di tale genere di fumetto sia presente. Ad esempio, alcune caratteristiche tipiche dei manga sono le seguenti:
- Abbondanza di linee cinetiche: in Usagi Yojimbo sono usate estremamente di rado, al massimo una o due per sottolineare il movimento di un arto;
- Retini: mai usati in Usagi Yojimbo;
- Occhi grandi: in Usagi Yojimbo gli occhi sono dei grossi punti neri, eccezion fatta per quando i personaggi sgranano gli occhi in punto di morte;
- Gabbia irregolare: le vignette di Usagi Yojimbo sono tutte esattamente rettangolari.